# 雷韦雷
雷韦雷（義大利語：Revere），曾是意大利曼托瓦省的一个市镇。总面积14平方公里，人口2567人，人口密度183.4人/平方公里（2009年）。国家统计（ISTAT）代码为020049。
2018年1月1日，雷韦雷、皮耶韦-迪科里亚诺及维拉波马三个市镇合并为新的市镇曼托瓦诺镇。雷韦雷从而成为曼托瓦诺镇的一个分区，并为曼托瓦诺镇的行政中心。